# Kaal leermos
Kaal leermos (Peltigera hymenina) is een korstmossoort uit de familie Peltigeraceae. Het leeft op de grond in de kustduinen. Het leeft samen met de alg Nostoc.

## Determinatie

### Uiterlijke kenmerken
Kaal leermos is een bladvormig korstmos. Het is bij (bij droogte) egaal bruingrijs tot zwart van kleur met een glanzende bovenzijde. De onderzijde heeft roze tot lichtbruine aderen. De onderzijde is in het midden wit, met uitzondering van de lichtgetinte aderen. Het thallus heeft een diameter van 10–20 cm. De lobben zijn wijdverspreid en 1–2 cm breed. Soralen zijn afwezig. Apotheciën zijn soms aanwezig en bruinig tot zwart aan de uiteindes van de lobben. 
Het heeft geen kenmerkende kleurreacties.

### Microscopische kenmerken
De asci zijn 8-sporig. De ascosporen zijn cilindrisch, 3–7 gesepteerd, aan het einde wat taps toelopend en meten meten 50–80 × 4–5 μm.

### Gelijkende taxa
Kaal leermos lijkt vanaf de bovenkant op zwart leermos (Peltigera neckeri), maar bij deze is het midden van de onderkant van de lobben zwart, terwijl bij kaal leermos de gehele onderkant van de lobben wit zijn.

## Ecologie
Kaal leermos groeit terrestrisch, in afgeschermd zonlicht. Zo nu en dan komt het zelfs voor op geheel beschaduwde plekken tussen een mat van forse slaapmossen. Exemplaren zijn klein op donkere plaatsen en er worden dan geen apotheciën gevormd. Exemplaren ontwikkelen zich vooral goed daar waar contact met de bodem mogelijk is: op open plekken en langs paden met een iets open vegetatie waarbij gestreepte witbol (Holcus lanatus), jacobskruiskruid (Jacobaea vulgaris subsp. vulgaris) en gewoon biggenkruid (Hypochaeris radicata) begeleiders zijn in combinatie met slaapmossen.

## Verspreiding
Kaal leermos is in Nederland vrij zeldzaam. Het is niet bedreigd en staat niet op de Nederlandse Rode Lijst. Het is een zeldzame soort in duingraslanden en heischrale graslanden.